# Kid Nation
Kid Nation is een Amerikaanse realityserie op CBS gepresenteerd door Jonathan Karsh, voor het eerst uitgezonden op 19 september 2007.
De serie draait om veertig kinderen variërend in leeftijd van 8 tot 15 jaar en is opgenomen in en om de Bonanza Creek Movie Ranch, een dorp gebouwd op de funderingen van Bonanza City, New Mexico (twaalf kilometer ten zuiden van Santa Fe). In deze serie proberen de kinderen een functionerende samenleving te ontwikkelen met een eigen regering, dit alles met zo min mogelijk hulp van volwassenen.
De serie laat zien hoe lastig het is om een succesvolle samenleving te ontwikkelen. Aan het einde van elke aflevering wordt er door de gekozen dorpsraad een gouden ster uitgereikt aan een van de kinderen. Deze gouden ster is $20.000 waard (ongeveer €13.600).

## Format
De eerste aflevering introduceerde de kijker aan veertig kinderen, van wie er vier waren uitgekozen om de eerste dorpsraad te vormen. De host stelde de groep voor de uitdaging om een eigen samenleving te maken in het verlaten Bonanza City. Op de tweede dag deelde de dorpsraad de kinderen in in vier districten, elk geleid door één dorpsraadslid.
In elke episode raadpleegt de dorpsraad een dagboek, achtergelaten door de oude stichters van Bonanza City. Het dagboek beschrijft de problemen waar ze in vroegere tijden tegenaan liepen en waar de huidige inwoners mogelijk ook mee te maken krijgen en stelt mogelijke oplossingen voor. Enkele oplossingen waren onder meer het doden van kippen voor vlees en proteïnen, een avondklok om de orde te handhaven of het houden van kerkdiensten voor de verschillende religies. De dorpsraad kan autonoom beslissen nemen, er is geen meerderheid van stemmen of discussie met de rest van de inwoners nodig om beslissingen te nemen.
Elke aflevering heeft een zogenaamde Showdown, een mentale en fysieke uitdaging tussen de vier districten. Als alle districten de Showdown binnen een bepaalde tijd afronden, worden ze beloond met twee prijzen waaruit de dorpsraad een keuze moet maken. Een prijs is vooral gericht op plezier (een televisie of pizza's) en de andere heeft meestal een positieve invloed op de levensstandaard (zoals een reeks religieuze boeken of wasmachines).
De plaats waarop elk district eindigt in de Showdown is van invloed op het werk wat het betreffende district de komende drie dagen moet verrichten, en het salaris dat daar bij hoort. De eerste plaats is voor de hogere klasse, ze ontvangen $1,00 en hoeven geen werk te doen. De handelaren zijn de districtleden die tweede worden, hebben de leiding over de verschillende winkels in Bonanza City en ontvangen $0,50. De derde plaats zijn de koks, verantwoordelijk voor het koken, afwassen en schoonhouden van de keuken. De koks verdienen $0,25. De laatste plek wordt ingenomen door de arbeiders, wat zoveel wil zeggen als water halen van een ver gelegen waterpomp, schoonmaken van de toiletten en het doen van de was. Hiervoor krijgen ze $0,10. Hoewel elk district de toegewezen taken dient uit te voeren, staan er geen sancties op het niet uitvoeren van deze taken en staat het de kinderen vrij om hun taak niet uit te voeren.
Elke drie dagen, de laatste dag van een aflevering wordt er een dorpsvergadering gehouden. De presentator zorgt voor ruimte voor discussie over de problemen in het dorp en of er kinderen zijn die het dorp willen verlaten en terug naar huis willen. Aan het einde van de vergadering krijgt één kind de gouden ster en de mogelijkheid om zijn of haar ouders te bellen.

## Afleveringen
| Nr. | Titel                             | Amerikaanse première | Hogere klasse   | Handelaren      | Koks            | Arbeiders       | Prijs                          | Gouden ster | Verlaters |
| --- | --------------------------------- | -------------------- | --------------- | --------------- | --------------- | --------------- | ------------------------------ | ----------- | --------- |
| 1   | "I'm Trying to be a Leader Here!" | 19 september 2007    | Rode District   | Blauwe District | Gele District   | Groene District | Zeven toiletten                | Sophia      | Jimmy     |
| 2   | "To Kill or Not to Kill"          | 26 september 2007    | Blauwe District | Rode District   | Gele District   | Groene District | Geen (Uitdaging mislukt)       | Michael     | Geen      |
| 3   | "Deal With It!"                   | 3 oktober 2007       | Gele District   | Blauwe District | Groene District | Rode District   | Magnetron en cacao             | Mallory     | Geen      |
| 4   | "Bless Us and Keep Us Safe"       | 10 oktober 2007      | Blauwe District | Rode District   | Gele District   | Groene District | Religieuze boeken              | Morgan      | Cody      |
| 5   | "Viva La Revolución!"             | 17 oktober 2007      | Gele District   | Groene District | Rode District   | Blauwe District | Mondverzorgings producten      | Greg        | Geen      |
| 6   | "Bonanza is Disgusting"           | 24 oktober 2007      | Rode District   | Groene District | Gele District   | Blauwe District | Groente & fruit                | DK          | Geen      |
| 7   | "The Root Of All Evil"            | 31 oktober 2007      | Blauwe District | Gele District   | Groene District | Rode District   | Nieuwe kleding & Gratis wassen | Nathan      | Geen      |
| 8   | "Starved for Entertainment"       | 7 november 2007      | Groene District | Blauwe District | Rode District   | Gele District   | Geen (Uitdaging mislukt)       | Kennedy     | Geen      |
| 9   | "Not Even Close to Fair"          | 14 november 2007     | Blauwe District | Gele District   | Groene District | Rode District   | Geen (Uitdaging mislukt)       | Blaine      | Randi     |
| 10  | "Let Me Talk!"                    | 21 november 2007     | Blauwe District | Groene District | Rode District   | Gele District   | Brieven van thuis              | Laurel      | Geen      |
| 11  | "I Just Like The Recess Part"     | 28 november 2007     | Groene District | Blauwe District | Gele District   | Rode District   | Een speelhal                   | Hunter      | Geen      |

### Oplopende totalen
|  | District        | Hogere klasse | Handelaren | Koks | Arbeiders | Gouden sterren | Verlaters |
|  | --------------- | ------------- | ---------- | ---- | --------- | -------------- | --------- |
|  | Blauwe district | 5             | 3          | 0    | 2         | 3              | 0         |
|  | Groene district | 2             | 3          | 3    | 3         | 6              | 1         |
|  | Rode district   | 2             | 2          | 3    | 4         | 1              | 0         |
|  | Gele district   | 2             | 2          | 5    | 2         | 1              | 2         |

## Deelnemers
De 40 deelnemers zijn allemaal kinderen in de leeftijd van 8 tot 15. In onderstaande tabel is een overzicht te vinden van alle kinderen, samen met hun districtkleur en andere triviale informatie.
|   | Naam     | Leeftijd | Staat          | Dorpsraad       | Gouden ster | Verlater | Opmerking(en)                                                 |
| - | -------- | -------- | -------------- | --------------- | ----------- | -------- | ------------------------------------------------------------- |
| B | Alex     | 9        | Nevada         |                 | 41          |          |                                                               |
| B | Anjay    | 12       | Texas          | Dag 1 - Dag 29  | 41          |          |                                                               |
| Y | Blaine   | 14       | Florida        | Dag 29 - nu     | Dag 28      |          | Oorspronkelijk in het Blauwe District                         |
| Y | Brett    | 11       | Minnesota      |                 | 41          |          |                                                               |
| G | Campbell | 10       | Georgia        |                 | 41          |          |                                                               |
| Y | Cody     | 9        | Ohio           |                 | 41          | Dag 13   |                                                               |
| Y | Colton   | 11       | Nevada         |                 | 41          |          |                                                               |
| R | Divad    | 11       | Georgia        |                 | 41          |          |                                                               |
| R | DK       | 14       | Illinois       | Dag 29 - nu     | Dag 19      |          |                                                               |
| B | Emilie   | 9        | Nevada         |                 | 41          |          | Oorspronkelijk in het Rode District                           |
| G | Eric     | 14       | New Jersey     |                 | 41          |          |                                                               |
| B | Gianna   | 10       | Illinois       |                 | 41          |          |                                                               |
| B | Greg     | 15       | Nevada         | Dag 29 - nu     | Dag 16      |          | Oudste deelnemer                                              |
| R | Guylan   | 11       | Massachusetts  | Dag 16 - Dag 29 | 41          |          |                                                               |
| G | Hunter   | 12       | Georgia        |                 | Dag 34      |          |                                                               |
| R | Jared    | 11       | Georgia        |                 | 41          |          |                                                               |
| R | Jasmine  | 11       | Georgia        |                 | 41          |          |                                                               |
| G | Jimmy    | 8        | New Hampshire  |                 | 41          | Dag 4    | Jongste deelnemer                                             |
| Y | Kelsey   | 11       | Pennsylvania   |                 | 41          |          |                                                               |
| G | Kennedy  | 12       | Kentucky       |                 | Dag 25      |          |                                                               |
| G | Laurel   | 12       | Massachusetts  | Dag 1 - Dag 29  | 41          | Dag 31   |                                                               |
| Y | Leila    | 9        | North Carolina |                 | 41          |          |                                                               |
| R | Madison  | 11       | Texas          |                 | 41          |          |                                                               |
| R | Maggie   | 14       | Minnesota      |                 | 41          |          |                                                               |
| B | Mallory  | 8        | Indiana        |                 | Dag 10      |          | Vierde in aflevering drie haar 9e verjaardag. Zus van Olivia. |
| R | Markelle | 12       | Georgia        |                 | 41          |          |                                                               |
| G | Michael  | 14       | Washington     | Dag 29 - nu     | Dag 7       |          |                                                               |
| B | Migle    | 13       | Illinois       |                 | 41          |          |                                                               |
| R | Mike     | 11       | Washington     | Dag 1 - 16      | 41          |          |                                                               |
| G | Morgan   | 12       | Indiana        |                 | Dag 13      |          |                                                               |
| B | Natasha  | 13       | Florida        |                 | 41          |          |                                                               |
| R | Nathan   | 11       | Illinois       |                 | Dag 22      |          | Oorspronkelijk uit het Blauwe District                        |
| B | Olivia   | 12       | Indiana        |                 | 41          |          | Zus van Mallory                                               |
| Y | Pharaoh  | 12       | Pennsylvania   |                 | 41          |          |                                                               |
| Y | Randi    | 11       | Nevada         |                 | 41          | Dag 28   |                                                               |
| G | Savannah | 10       | Kentucky       |                 | 41          |          |                                                               |
| G | Sophia   | 14       | Florida        |                 | Dag 4       |          |                                                               |
| Y | Sophie   | 10       | Washington     |                 | 41          |          |                                                               |
| Y | Taylor   | 10       | Georgia        | Dag 1 - 16      | 41          |          |                                                               |
| Y | Zach     | 10       | Florida        | Dag 16 - Dag 29 | 41          |          |                                                               |

## Trivia
- CBS heeft de show beëindigd in 2008.